# Izajasz (Chronopulos)
Izajasz, imię świeckie Isajas Chronopulos (ur. 1931 w Portsmouth) – grecko-amerykański duchowny prawosławny w jurysdykcji Patriarchatu Konstantynopola, od 2002 metropolita Denver w Greckiej Archidiecezji Ameryki.

## Życiorys
W 1962 przyjął święcenia prezbiteratu. 25 maja 1986 otrzymał chirotonię biskupią ze stolicą tytularną Aspendos. W latach 1992–1997 był biskupem Denver, następnie (1997–2002) biskupem tytularnym Proekonissos. W 2002 mianowany został na metropolitę Denver.
W czerwcu 2016 r. uczestniczył w Soborze Wszechprawosławnym na Krecie.